# Tito 1
Tito 1 é o primeiro capítulo da Epístola a Tito, de autoria do Apóstolo Paulo, que faz parte do Novo Testamento da Bíblia.

## Estrutura
I. Instruções acerca da organização e da disciplina da igreja
1. Saudação e referência à esperança gloriosa do evangelho, v. 1-4
2. Propósito do envio de Tito a Creta, v. 5
3. Ordem e disciplina na igreja
a) Caráter e requisitos dos anciãos e dos bispos, v. 6-9
b) Dever de silenciar os mestres mercenários, v. 10,11
c) O espírito pecaminoso dos cretenses requeria tratamento rigoroso e firme adesão à verdade, v. 12-14
d) Condenação à impureza interior e à hipocrisia, v. 15,16